# 劉喜 (驍騎将軍)
劉 喜（りゅう き、生没年不詳）は、中国の新代から後漢時代初期にかけての武将。字は共仲。鉅鹿郡昌城県（河北省深州市）の人。雲台二十八将の一人の劉植の弟。従兄は劉歆。

## 事跡
| 姓名           | 劉喜                                     |
| 時代           | 新代 - 後漢時代                          |
| 生没年         | 〔不詳〕                                 |
| 字・別号       | 共仲（字）                               |
| 本貫・出身地等 | 冀州鉅鹿郡昌城県                         |
| 職官           | 偏将軍〔劉秀〕→ 驍騎将軍〔劉秀（後漢）〕 |
| 爵位・号等     | 列侯〔劉秀（後漢）〕 →観津侯〔後漢〕     |
| 陣営・所属等   | 光武帝（劉秀）                           |
| 家族・一族     | 兄：劉植 従兄：劉歆                      |

河北で王郎が挙兵すると、劉喜は兄の劉植に従い、宗族賓客を率い、数千人で昌城に籠った。劉秀（後の光武帝）が薊から戻る途中、劉植はこれを迎え入れた。劉植は驍騎将軍に、劉喜・劉歆は偏将軍にそれぞれ任命され、いずれも列侯に封じられた。
建武2年（26年）、劉植が河南密県の賊を討伐中に戦死すると、光武帝は劉喜に劉植の営を代理して統括させ、さらに驍騎将軍を継がせ、観津侯に封じた。
建武4年（28年）5月、劉喜は、祭遵・朱祜・耿弇と共に、涿郡で叛逆した太守張豊を討伐したところ、張豊は部下に捕縛されて、あっけなく鎮圧された。次いで、同じく漢に叛逆していた彭寵を討伐するために、祭遵は涿郡の良郷に、劉喜は陽郷にそれぞれ駐屯した。彭寵は弟の彭純、匈奴の軍勢とともに二手に分かれ、祭遵軍・劉喜軍を攻撃した。その後、耿舒の逆撃を受けて、彭寵軍は敗退した。
劉喜が死去すると、劉歆が後任の驍騎将軍となり、浮陽侯に封じられた。